# Ангели із залізними щелепами
«Янголи з залізними щелепами» (англ. Iron Jawed Angels) — американський драматичний біографічний фільм 2004 року режисерки Каті фон Гарнієр.

## Сюжет
У 1918 році група молодих суфражисток на чолі з Аліс Паул (Гіларі Свонк) бореться з урядом В. Вілсона, піддаючи своє життя ризику, жертвуючи своїм шлюбом і без того обмеженою свободою, щоб вибороти право голосу для жінок Америки. Фільм ґрунтується на реальних подіях.

## У ролях
- Гіларі Свонк — Еліс Пол
- Френсіс О'Коннор — Люсі Бернс
- Моллі Паркер — Емілі Лайтон
- Лора Фрейзер — Доріс Стівенс
- Луіс Сміт — Анна Говард Шоу
- Віра Фарміґа — Руза Венцлавська, відоміша як Роуз Вінслов
- Брук Сміт — Мейбл Вернон
- Патрік Демпсі — Бен Вайсман
- Джулія Ормонд — Інез Мілхолланд
- Аділа Барнс — Іда Белл Веллс-Барнетт
- Анжеліка Г'юстон — Керрі Чапман Кетт

## Нагороди і номінації
Фільм здобув 5 номінацій на прайм-тайм премію «Еммі» за 2004 рік.
- Outstanding Casting For A Miniseries, Movie Or A Special — Номінація
- Outstanding Cinematography For A Miniseries Or Movie — Номінація
- Outstanding Costumes For A Miniseries, Movie Or A Special — Номінація
- Outstanding Supporting Actress In A Miniseries Or A Movie Анжеліка Г'юстон — Номінація
- Outstanding Writing For A Miniseries, Movie Or A Dramatic Special — Номінація